# Gouverneur général de Papouasie-Nouvelle-Guinée
Le gouverneur général de Papouasie-Nouvelle-Guinée est le chef d'État de facto de la Papouasie-Nouvelle-Guinée. Il représente le chef d'État de jure, le monarque de Papouasie-Nouvelle-Guinée.
Le gouverneur général exerce les fonctions et responsabilités du monarque en son nom.
La Papouasie-Nouvelle-Guinée se distingue des autres royaumes du Commonwealth puisque le gouverneur général y est choisi par le Parlement, et non par le Premier ministre, ce qui est d'usage dans les autres royaumes de ce type.
L'actuel gouverneur général est Sir Bob Dadae.

## Liste des gouverneurs généraux
- 1975-1977 : Sir John Guise
- 1977-1983 : Sir Tore Lokoloko
- 1983-1989 : Sir Kingsford Dibela
- 1989-1990 : Sir Ignatius Kilage
- 1990-1991 : Sir Vincent Eri
- 1991-1997 : Sir Wiwa Korowi
- 1997-2003 : Sir Silas Atopare
- 2003-2004 : Sir William Skate
- 2004-2004 : Jeffrey Nape (par intérim)
- 2004-2010 : Sir Paulias Matane
- 2010-2011 : Jeffrey Nape (par intérim)
- 2011-2017 : Sir Michael Ogio
- 2017-2017 : Theo Zurenuoc (par intérim)
- 2017-2023 : Sir Robert Dadae
- 2023 : Job Pomat (par intérim)
- depuis 2023 : Sir Robert Dadae